# Mariana de Jesús de Paredes
Mariana de Jesús de Paredes, även Mariana de Jesús de Paredes y Flores, född 31 oktober 1618 död 26 maj 1645, är ett katolskt helgon.Hon var den första personen från Ecuador som kanoniserades. Enligt legenden offrade hon sig för att frälsa Quito efter en jordbävning 1645. Hon helgonförklarades av påven Pius IX 1853 och hennes reliker vördas i La Iglesia de la Compañía de Jesús i Quito. Hennes helgondag är 26 maj.

## Biografi
Mariana de Jesús de Paredes föddes i Quito i nuvarande Ecuador den 31 oktober 1618 som den yngsta i en syskonskara på åtta. Hennes föräldrar tillhörde den spanska aristokratin. Fadern hette Don Girolamo Flores Zenel de Paredes och var en adelsman från Toledo och modern hette Doña Mariana Cranobles de Xaramilo, ättling till en av Spaniens förnämsta familjer. Enligt legenden uppträdde flera märkliga himmelsfenomen vid hennes födelse.
Mariana de Jesús de Paredes blev tidigt föräldralös och växte upp hos en äldre syster och dennes make. Redan från tidig barndom visade hon prov på koncentrerade böner och självspäkning, och hon räddades fler gånger till livet. Vid tio års ålder avlade hon kyskhetslöften, fattigdomslöften och lydnadslöften och hon uttryckte en önskan att få sprida en strimma hopp och tro till fattiga och att senare få bli nunna i dominikanorden.
Hon gick aldrig i kloster men skapade sig en egen avskild plats för kontemplation, självspäkning och asketism i systerns hem. Enligt traditionen fastade hon långa stunder och hennes enda fasta föda var en smula bröd var åttonde eller tionde dag. Det hävdas att brödet hon åt var oblaten från nattvarden som hon tog var fredag. Hon ska också ha kunnat sia i framtiden, fjärrskåda och bota sjukdomar enbart genom att göra korstecknet eller genom att stänka med vigvatten.
Under en jordbävning 1645 och de efterföljande sjukdomsepidemierna i Quito gav hon sig själv offentligt som offer för staden och dog en kort tid senare. Omedelbart efter hennes död växte en vit lilja upp ur hennes blod. Hon kallas därför Quitos lilja.